# Couronne danoise
Pour les articles homonymes, voir DKK.
La couronne danoise (danske kroner en danois) (DKK, krone) est la monnaie officielle du Royaume du  Danemark et du Groenland depuis le 1er janvier 1875. La couronne danoise est subdivisée en 100 øre. Elle est ancrée à l'euro tout en disposant d'une légère marge de fluctuation (de facto inférieure à 0,5 %) autour de son taux de conversion cible.

## Taux de change
Au 27 août 2024 à 2 h 10 :
1 EUR = 7,46 DKK
1 USD = 6,68 DKK
100 JPY = 4,62 DKK
1 GBP = 8,81 DKK
1 CHF = 7,89 DKK

## Historique de la couronne danoise
Par la loi monétaire de 1873, le Danemark se dote d'une nouvelle unité monétaire, la couronne a une valeur de 0,403 gramme d'or fin. La couronne est mise en circulation le 1er janvier 1875  en remplacement du rigsdaler danois (à un taux de 2 couronnes = 1 rigsdaler). Le Danemark fut membre de l'Union monétaire scandinave jusqu'au début de la Première Guerre mondiale.
Dès le début de la Première Guerre mondiale, la convertibilité de la monnaie en or fut suspendue, il s'ensuivit une forte augmentation des prix dans le pays. La loi sur la monnaie de 1924 adopta un retour progressif à l'étalon or. La parité fut restaurée en décembre 1926. L'inflation qui suivit affecta sérieusement le commerce et le secteur bancaire.
La Grande Dépression de 1929 entraîna l'abandon de la convertibilité de la monnaie en or (loi du 22 septembre 1931)
Une première dévaluation de la couronne danoise eut lieu en 1935 (Kanslergade agreement). La couronne perdit ainsi 24 %. Après la dévaluation la livre sterling s'échangeait à 22,50 couronnes.
Le 7 avril 1936, l'acte royal concernant la Banque nationale danoise remplaçait la charte de 1818. Cet acte est encore d'application aujourd'hui.
Durant la Seconde Guerre mondiale, la couronne fut réévaluée de 8 % en 1942. Dès 1944, le Danemark s'associait aux accords de Bretton Woods.
Pour mettre fin au nombre important de monnaies qui circulait dans le pays à la fin de la guerre et pour éviter l'inflation, il fut décidé de retirer tous les billets en circulation et de distribuer des coupons monétaires, ce qui fut fait le 23 juillet 1945. Malgré cela, en 1949, la couronne fut dévaluée de 30 %.
En 1949, l'autonomie des îles Féroé est déclarée, et ce territoire peut battre sa propre monnaie, la couronne féroïenne (acte du 12 avril 1949).
Dès 1958, avec l'accroissement du commerce mondial, la couronne danoise devient convertible vis-à-vis du dollar. La convertibilité du dollar en or fut abandonnée le 15 août 1971 unilatéralement par les États-Unis. C'est la fin du système de Bretton Woods. La couronne danoise est ensuite ancrée à la livre sterling, puis au Deutsche Mark.

### L'UE et l'euro
En 1972, la couronne danoise s'associe au Serpent monétaire européen et rejoint la CEE le 1er janvier 1973. À partir de 1979 et jusqu'à l'introduction de l'euro le 1er janvier 1999, le Danemark participe à l'Exchange Rate Mechanism, ERM, à l'intérieur du Système monétaire européen (SME).
Le Danemark ne participe pas à l'euro car la majorité de la population a rejeté l'éventualité de son adoption lors d'un référendum qui s'est tenu en septembre 2000. Néanmoins, la couronne danoise est liée à l'euro via le MCE II. En vertu d'un arrangement spécial passé en raison du haut degré de convergence de l'économie danoise, le taux de change de la couronne danoise ne peut pas fluctuer de plus de 2,25 % par rapport à la valeur centrale 1 EUR = 7,46038 DKK, une bande de fluctuation beaucoup plus stricte que la bande de fluctuation standard du MCE II (15 %). La banque centrale danoise observe en pratique une bande de fluctuation beaucoup plus étroite (<0,5 %).
À la suite du retrait du Royaume-Uni, c’est le seul État de l’Union européenne à avoir signé avec les autres États membres une clause de retrait en matière de monnaie unique, ce qui lui permet, théoriquement, de rester indéfiniment en dehors de la zone euro.

## Les billets de banque danois
La plupart des billets de banque danois émis depuis 1945 ont toujours cours légal, bien que la banque nationale du Danemark élimine progressivement les billets anciens, dont la circulation est rare.

### Série 2009 «ponts»
La série de billets actuellement en circulation sont émis par la banque nationale du Danemark depuis 2009. Chaque billet comporte le dessin d'un pont au recto.
| Valeur         | Dimensions  | Couleur | Couleur      | Recto                        | Verso                           | Mise en service |
| -------------- | ----------- | ------- | ------------ | ---------------------------- | ------------------------------- | --------------- |
| 50 couronnes   | 125 × 72 mm |         | Violet       | Pont de Sallingsund          | Bol de Skarpsalling             | 11 août 2009    |
| 100 couronnes  | 135 × 72 mm |         | Orange-jaune | Ancien pont du Petit Belt    | Dague de Hindsgavl              | 4 mai 2010      |
| 200 couronnes  | 145 × 72 mm |         | Vert         | Knippelsbro                  | Boucle de ceinture de Langstrup | 19 octobre 2010 |
| 500 couronnes  | 155 × 72 mm |         | Bleu         | Pont de la reine Alexandrine | Seau en bronze de Keldby        | 15 février 2011 |
| 1000 couronnes | 165 × 72 mm |         | Rouge        | Liaison du Grand Belt        | Char solaire de Trundholm       | 24 mai 2011     |

### Série 1997 «portraits»
La série de billets de 1997 « portraits » a été émise pendant deux ans, de 1997 à 1999. Elle a été remplacée à partir de 2009.
| Valeur         | Dimensions  | Couleur | Couleur   | Recto                 | Verso                                                     | Mise en service   |
| -------------- | ----------- | ------- | --------- | --------------------- | --------------------------------------------------------- | ----------------- |
| 50 couronnes   | 125 × 72 mm |         | Violet    | Karen Blixen          | Centaure de l'église Landet à Tåsinge                     | 7 mai 1999        |
| 100 couronnes  | 135 × 72 mm |         | Orange/Or | Carl Nielsen          | Basilic de l'église Tømmeby                               | 22 novembre 1999  |
| 200 couronnes  | 145 × 72 mm |         | Vert      | Johanne Luise Heiberg | Lion de la cathédrale de Viborg                           | 10 mars 1997      |
| 500 couronnes  | 155 × 72 mm |         | Bleu      | Niels Bohr            | Chevalier en armure combattant le dragon, église de Lihme | 12 septembre 1997 |
| 1000 couronnes | 165 × 72 mm |         | Rouge     | Anna & Michael Ancher | Scène de tournoi, église de Bislev                        | 18 septembre 1998 |

### Série 1972 «Jens Juel»
La série « Jens Juel », conçue à partir de 1972, a été mise en service de 1975 à 1980. Elle a été remplacée à partir de 1997. Le recto de chaque billet comporte une peinture de Jens Juel.
| Valeur         | Dimensions  | Couleur | Couleur | Recto                         | Verso    | Mise en service |
| -------------- | ----------- | ------- | ------- | ----------------------------- | -------- | --------------- |
| 10 couronnes   | 125 × 67 mm |         | Jaune   | Cathrine Sophie Kirchhoff     | Canard   | 8 avril 1975    |
| 20 couronnes   | 125 × 72 mm |         | Beige   | Pauline Tutein                | Oiseaux  | 11 mars 1980    |
| 50 couronnes   | 139 × 72 mm |         | Bleu    | Engelke Charlotte Ryberg      | Poisson  | 21 janvier 1975 |
| 100 couronnes  | 150 × 78 mm |         | Rouge   | Jens Juel (autoportrait)      | Papillon | 22 octobre 1974 |
| 500 couronnes  | 164 × 85 mm |         | Vert    | Franziska Genoveva von Qualen | Lézard   | 18 avril 1974   |
| 1000 couronnes | 176 × 94 mm |         | Gris    | Thomasine Gyllembourg         | Écureuil | 11 mars 1975    |

### Série 1952 «portraits et paysages»
Les billets de la série « portraits et paysages » ont été émis à partir de 1952, avant d'être progressivement retirés à partir de 1972.
| Valeur        | Dimensions  | Couleur | Couleur   | Recto                                      | Verso                  | Mise en service |
| ------------- | ----------- | ------- | --------- | ------------------------------------------ | ---------------------- | --------------- |
| 5 couronnes   | 125 × 65 mm |         | Vert      | Bertel Thorvaldsen Les Trois Grâces        | Kalundborg vu du fjord | 14 octobre 1952 |
| 10 couronnes  | 125 × 65 mm |         | Orange/Or | Hans Christian Andersen Nid de cigogne     | Moulin d'Egeskov       | 14 octobre 1952 |
| 50 couronnes  | 153 × 78 mm |         | Bleu      | Ole Rømer Rundetaarn                       | Tumulus de Stenvad     | 21 mai 1957     |
| 100 couronnes | 155 × 78 mm |         | Rouge     | Hans Christian Ørsted Boussole             | Kronborg               | 3 mai 1962      |
| 500 couronnes | 175 × 90 mm |         | Vert      | Christian Ditlev Frederik Reventlow Paysan | Roskilde vu du fjord   | 2 juin 1964     |